# Moschea di Kılıç Ali Pascià
La moschea di Kılıç Ali Pascià è una moschea ottomana situata a Istanbul, in Turchia.
Fu costruita per volontà del capitan pascià Uluç Alì Pascià, ammiraglio e corsaro ottomano d'origine italiana al quale poi fu dedicata. Fu progettata dal grande architetto Sinān.

## Architettura
Sono stati conservati due cronogrammi che datano la moschea all'anno 988 dell'Egira (calendario islamico), che corrisponde all'anno 1580 del calendario giuliano. Una di queste iscrizioni, situata all'ingresso esterno del complesso, contiene anche una poesia in quattro versi scritta in calligrafia Khali Thuluth.
I tre cancelli del cortile sono ornati. Il cortile presenta anche una fontana per le abluzioni in marmo di fronte alla sala di preghiera, circondata da otto colonne e riparata dalle intemperie da una cupola. Il soffitto della balconata esterna sulla facciata occidentale è sostenuto da 12 colonne, tutte con capitelli a forma di diamante. Al centro di questo balcone si trova un portale di marmo.
Nel cortile esterno del cimitero si trova una türbe ottagonale con cupola, anch'essa opera di Mimar Sinan; le porte in legno della türbe sono ricoperte di madreperla. Vale la pena ricordare che all'interno dell'edificio si trova la tomba di Kılıç Ali. A destra della moschea si trova il bagno turco, completato nel 1583-44.